# LowRISC
lowRISC CIC és una empresa sense ànim de lucre amb seu a Cambridge, Regne Unit. Utilitza enginyeria col·laborativa per desenvolupar i mantenir dissenys i eines de silici de codi obert. lowRISC està actiu en el desenvolupament de maquinari i programari de codi obert relacionat amb RISC-V i gestiona el projecte OpenTitan.

## Projectes

### OpenTitan
OpenTitan és el primer projecte Root of Trust (RoT) de silici de codi obert. Està dissenyat per integrar-se en servidors de centres de dades, dispositius d'emmagatzematge, perifèrics i altres maquinari. OpenTitan està sota la direcció de lowRISC i desenvolupat en col·laboració per Google, ETH Zurich, Nuvoton, G+D Mobile Security, Seagate i Western Digital. El codi font d'OpenTitan està disponible a GitHub, publicat sota la permissiva llicència Apache 2.

### Nucli de la CPU Ibex
Ibex és un nucli de CPU RISC-V de codi obert incrustat de 32 bits en ordre, que s'ha gravat diverses vegades. Ibex s'utilitza al xip OpenTitan. El desenvolupament a l'Ibex va començar l'any 2015 amb el nom de "Zero-riscy" i "Micro-riscy" a l'ETH Zurich i la Universitat de Bolonya, on formava part de la plataforma PULP. El desembre de 2018 lowRISC es va fer càrrec del desenvolupament. Luca Benini, de l'ETH Zurich, forma part del consell de lowRISC.

### Prototip de disseny de SoC de 64 bits
El prototip de disseny de SoC de 64 bits lowRISC és un disseny de SoC RISC-V de 64 bits de codi obert compatible amb Linux. L'abril de 2015 es va posar a disposició una primera versió de previsualització del codi font. Des d'aleshores es van afegir funcions, com ara el suport per a la memòria etiquetada i els "nuclis minion", petits nuclis de CPU que es dediquen a tasques d'E/S. L'última versió 0.6 es va publicar el novembre de 2018, i està disponible per descarregar-la i provar-la en una FPGA.

### Altres projectes
lowRISC va iniciar i va dirigir la pujada del backend RISC-V LLVM, on Alex Bradbury és el propietari del codi.

## Governança
El govern de lowRISC i els actuals directors nomenats s'exposen a la seva entrada a la UK Companies House.

## Història
lowRISC va ser extret del Laboratori d'Informàtica de la Universitat de Cambridge l'any 2014 per Alex Bradbury, Robert Mullins i Gavin Ferris amb l'objectiu de crear un SoC de codi obert i una placa de desenvolupament de baix cost.
El 2015 lowRISC es va convertir en un dels membres fundadors de la Fundació RISC-V (avui: RISC-V International).
Des del 2018, lowRISC s'ha centrat en l'enginyeria col·laborativa amb organitzacions associades. El 2019 es va anunciar el projecte OpenTitan, gestionat per lowRISC.